# Brzeźnicki
Brzeźnicki (Brzeznicki) – polski herb szlachecki z nobilitacji.

## Opis herbu
W polu srebrnym wieża czerwona, o trzech blankach, bramie otwartej i dwóch oknach czarnych, stojąca na pagórku zielonym.
Klejnot: Mąż zbrojny, trzymający w prawicy trzy włócznie w gwiazdę, w lewicy samopał lufą do góry.
Labry czerwone, podbite srebrem.

## Najwcześniejsze wzmianki
Nadany mieszczaninowi stężyckiemu Stanisławowi Brzeźnickiemu 6 marca 1581.

## Herbowni
Brzeznicki - Brzeźnicki.